# ペーター・ザウバー
ペーター・ポール・ザウバー（Peter Paul Sauber, 1943年10月13日 - ）は、スイス出身の自動車技術者、元レーシングドライバー、実業家。モータースポーツ・レーシングチーム「ザウバー」の創設者。
若い頃は自らカーレーサーを務める技術者として活動し、チーム「ザウバー」を設立。レーサー引退後もチームのオーナーを継続し、2016年に勇退するまで指揮を執った。

## 経歴

### 初期の経歴
電気技師としての経験を積んだ後に、スイスのヒンウィルで自動車のセールスマンとして働き始めた。1955年のルマンの事故以後、スイス国内ではモータースポーツ関係の国際レースの開催が禁止されていたため、ザウバーがモータースポーツと関わるようになるまでの過程はやや困難が伴った。
1967年、ザウバーはスイス人ドライバーのアルター・ブランクと出会い、競技仕様のフォルクスワーゲン・ビートルを購入してレースに参戦しはじめた。フォルクスワーゲンの整備工場で働きながらビートルをバギーに改造し、1969年にはフォーミュラ・レーシング・クラブ (FRC) のチャンピオンとなった。

### ザウバーチームの誕生
実家は信号機の設置工事などを手がける仕事をしていたが、その仕事を継がないことを決めると、ザウバーは実家の地下で最初のオリジナルマシンとなるザウバーC1を製作した。この車は古いブラバムの部品を利用し、排気量1,000ccのコスワースエンジンを搭載した車体だった。ザウバーはC1をドライブして1970年のスイス・ヒルクライム選手権でクラスチャンピオンを獲得した。その後、C1は他のドライバーによって操縦されるようになり、10年間に渡って活躍し、1974年にはフリードリヒ・ヒュルツェラー (Friedrich Hürzeler) の手により優勝を手にした。
1971年、ザウバー自身は新型のC2を駆って同選手権に挑んだ。
1973年、ザウバー自身はレーサーを引退し、コンストラクター活動に専念することになる。パトロンから融資を得られるようになると、販売用にC3を3台製作した。ギ・ボワザン (Guy Boisson) によって設計されたこの車はスイスのスポーツカー選手権を支配した。
1975年、ボワザンとエディ・ワイス (Edy Wiss) によって初のモノコックシャシーとなるC4が1台製作された。
1976年に製作されたC5はBMWの2,000ccエンジンを搭載し、歴代の車体の中でも最も優れた成績を収めた。ヘルベルト・ミュラー (Herbert Müller) のドライブにより同年のインターセリエ (Interserie) を制覇。1977年と1978年にはル・マン24時間レースに参戦し、1978年にはクラス2位を獲得した。
1979年、ザウバーは一時スポーツカー製作から離れて、ローラのF3シャシーの製作を手がけ、このシャシーはスイスF3選手権で1位、2位、4位を占めるという輝かしい成果を収めた。
1980年から1981年にかけてはBMW・M1の開発に関与し、ワンメイクのプロカー選手権でネルソン・ピケやハンス＝ヨアヒム・スタックらがドライブした。
1982年、BASFの支援を受け、C6でスポーツカー世界選手権に参戦した。このC6はザウバーチームとしては初めて風洞を用いて設計された車で、後のF1参戦において重要な役割を担うこととなるレオ・レスとの強い関係を築いた。
1985年よりメルセデス・ベンツのエンジン供給を受けるようになり、1988年よりワークスチームの「ザウバー・メルセデス」として参戦。1989年と1990年にはドライバーズ、チームズチャンピオンのダブルタイトルを連覇した。

### F1参戦・チーム売却

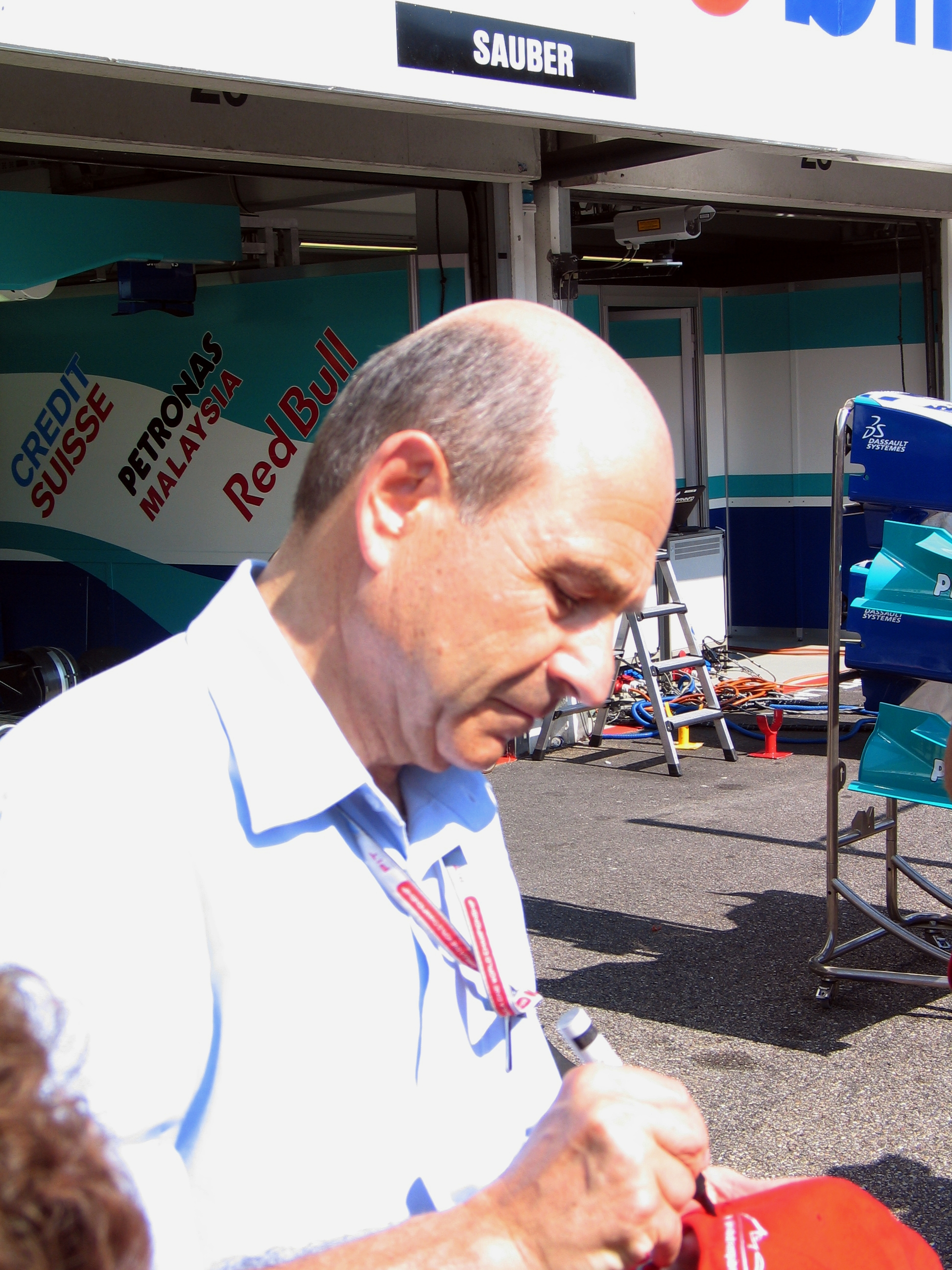
F1チームオーナー時代（2004年）

1990年代になるとザウバーはF1参戦への準備に入り、1991年の夏にはF1用車両の設計のためハーベイ・ポスルスウェイトが加入し、ヒンウィルにファクトリーを建設するにあたり、メルセデスが資金の一部を援助した。
1991年11月にメルセデスが自身の名義でのF1参戦を見合わせる決断をしたことで、ザウバーチームは1993年にザウバーチームとしてF1への参戦を開始した。ドライバーにはJ.J.レートと、子飼いのカール・ヴェンドリンガーを擁し、イルモアによるエンジンを搭載した。この際、エンジンカバーには“Concept by Mercedes-Benz”の文字が付いたことから、メルセデス・ベンツのF1復帰として話題になった。
しかし、1994年限りでメルセデスが去りマクラーレンに移ると、1995年からフォードのワークスチームとなり、同時にマレーシアの国営石油会社ペトロナス、オーストリアの栄養ドリンク販売会社レッドブルがスポンサーとなったことで、安定した経営基盤を得ることになった。フォードエンジンを失うと、フェラーリのカスタマーエンジンを獲得し、サテライトチーム的な役割も演じた。
ザウバーチームは、ニック・ハイドフェルドとキミ・ライコネンを擁した2001年にランキング4位を記録した以外は、常にランキングの中団を維持し、資金的に不利なプライベートチームで一定以上の成績を残し続けた。
ジョーダン、ミナルディなどプライベートチームのオーナー交代が続く中で、ザウバーも将来を見据えて2005年半ばにBMWへチームを売却することを決断した。自身はチーム代表の座を退き、しばらくはBMWザウバーチームの相談役（チームコンサルタント）という形でレース界に留まった。

### F1復帰・引退
2009年限りでBMWがF1からの撤退を表明。チーム消滅の危機となったが、ザウバーがチームを買い取り、再びオーナー兼チーム代表に就任した。2010年より再びザウバーチームとして参戦したが、女性CEOのモニシャ・カルテンボーンに陣頭指揮を任せて、レース現場に姿を見せない機会が増えた。高齢のザウバーは「70歳になってもピットウォールに座っていないだろう」と引退をほのめかした。
2012年、ザウバーはカルテンボーンにチーム株式の1/3を譲り、シーズン終盤には69歳の誕生日を前にしてチーム代表を彼女に託し、第一線から退くことを表明した。ザウバーグループの取締役会議長は引き続き勤める。この決断をしたのは日本GPで小林可夢偉が3位表彰台を獲得した直後だったと語っている。その後、チームは資金難やドライバー多重契約などのトラブルで存続の危機に瀕したため、2016年7月20日、チームの所有権を共同株主だったスイスのロングボウ・ファイナンスS.A.に譲渡することが決まったのを機に、すべての業務から完全に引退することになった。

## 人物
- ザウバーは堅実な人柄ながら、新人ドライバーの発掘にかけては大胆な判断をみせて成功している。4輪レースキャリアわずか20数戦でF3の経験すら無かったライコネンを、テストの印象から「直感」で抜擢したのが最たる例である。ほかにもハインツ＝ハラルド・フレンツェンやフェリペ・マッサ、セルジオ・ペレスがザウバーチーム経由でトップチームに移籍し、ロバート・クビサもBMWザウバー時代に才能を見出された一人である。小林はトヨタ撤退前の2レースの活躍から、持ち込みスポンサーのない状態でも才能を買って起用した。
- 当初、英語を話す努力はしたものの、通訳を介したほうが確実との決断をし、F1においても基本的にドイツ語で話をする珍しいチーム代表である。ただし、マスコミとのインタビューでは電子英語辞書を持ちながら英語で話すこともある。
- 葉巻を愛飲する。
- 日本のネット上では「ペーター爺」と呼ばれている。
- ザウバーチームのマシン名に付く"C"はザウバーの妻クリスティーヌ (Christine) のイニシャルである[5]。
- 次男のアレックス・ザウバーはMBAを取得後、サッカークラブのマーケティングに携わり、2010年よりザウバーチームのマーケティング・ディレクターとして商業面を担当している[6]。
- ザウバーの代表を引き継いだフレデリック・ヴァスールは、コンストラクター名をザウバーから「アルファロメオ・レーシング」に改称する際、真っ先にペーター・ザウバーに相談したエピソードを明かしている。引退した今でも、チームスタッフからは一定の敬意を払われている[7]。
- 実はフォーミュラカーには興味がなかった。さらにいえばクルマでのレースそのものに興味があったのであり、クルマ自体はそれほど興味があったわけではないらしい。